# Communauté de communes du Pays Saint-Serninois
La communauté de communes du Pays Saint-Serninois   est une ancienne communauté de communes située dans le département de l'Aveyron (France).

## Historique
Elle nait le 1er janvier 2002. Elle fusionne le 1er janvier 2017 avec la communauté de communes du Rougier de Camarès et la communauté de communes du Pays Belmontais (Aveyron) au sein de la communauté de communes Monts, Rance et Rougier.

## Composition
Elle était composée des communes suivantes :
| Nom                            | Code Insee | Gentilé         | Superficie (km2) | Population (dernière pop. légale) | Densité (hab./km2) |
| ------------------------------ | ---------- | --------------- | ---------------- | --------------------------------- | ------------------ |
| Saint-Sernin-sur-Rance (siège) | 12248      | Saint-Serninois | 11,14            | 630 (2014)                        | 57                 |
| Balaguier-sur-Rance            | 12019      | Balaguiérois    | 9,80             | 95 (2014)                         | 9,7                |
| Combret                        | 12069      | Combretois      | 49,85            | 272 (2014)                        | 5,5                |
| Laval-Roquecezière             | 12125      | Rocacéziérois   | 30,66            | 257 (2014)                        | 8,4                |
| Montfranc                      | 12152      | Montfrancains   | 6,20             | 125 (2014)                        | 20                 |
| Pousthomy                      | 12186      | Postomiens      | 17,33            | 208 (2014)                        | 12                 |
| La Serre                       | 12269      | La Serrois      | 18,52            | 118 (2014)                        | 6,4                |

## Géographie physique et humaine
| 1999  | 2009  | 2011  |
| ----- | ----- | ----- |
| 1 727 | 1 981 | 2 010 |

## Galerie

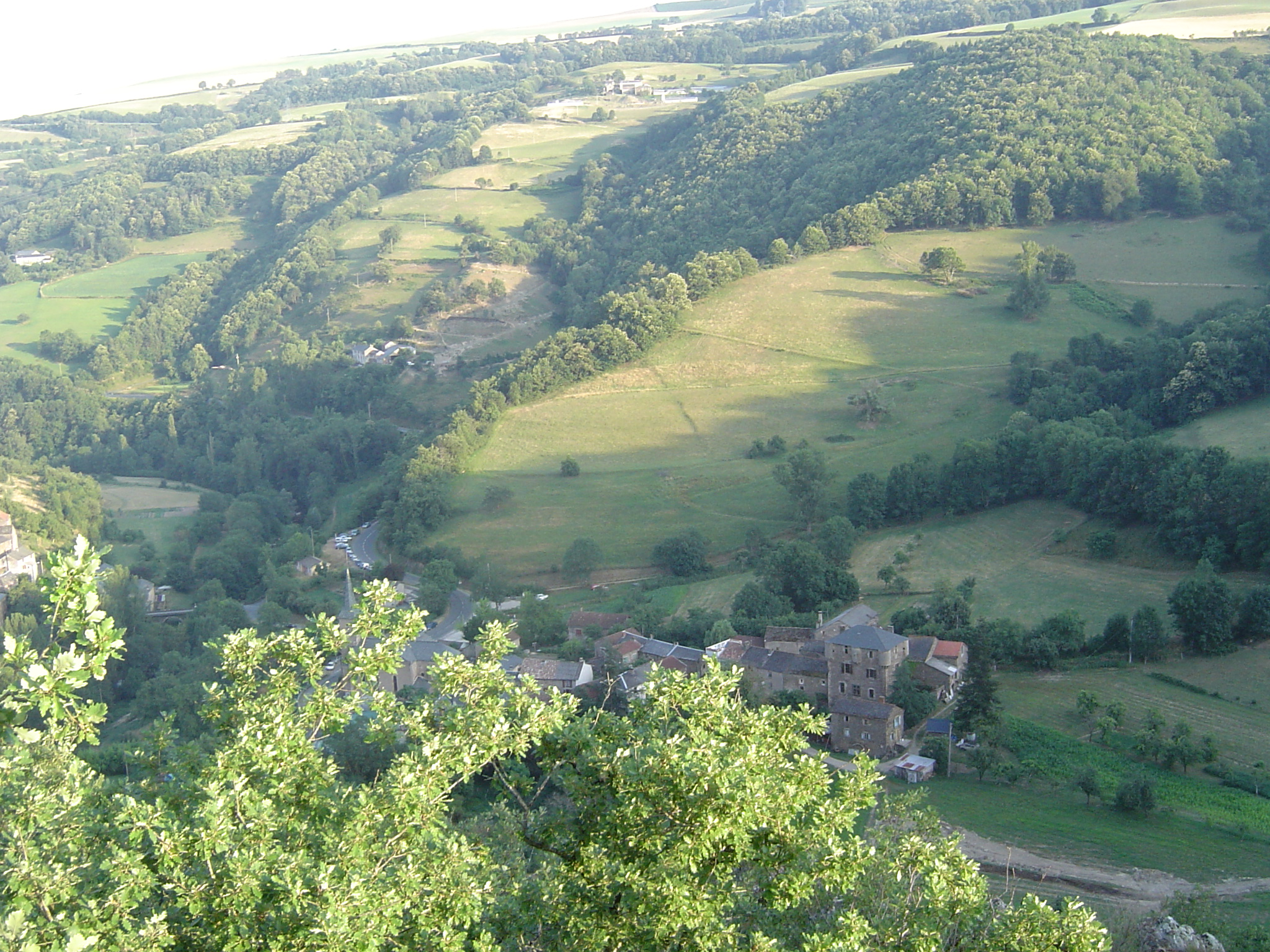
Balaguier-sur-Rance
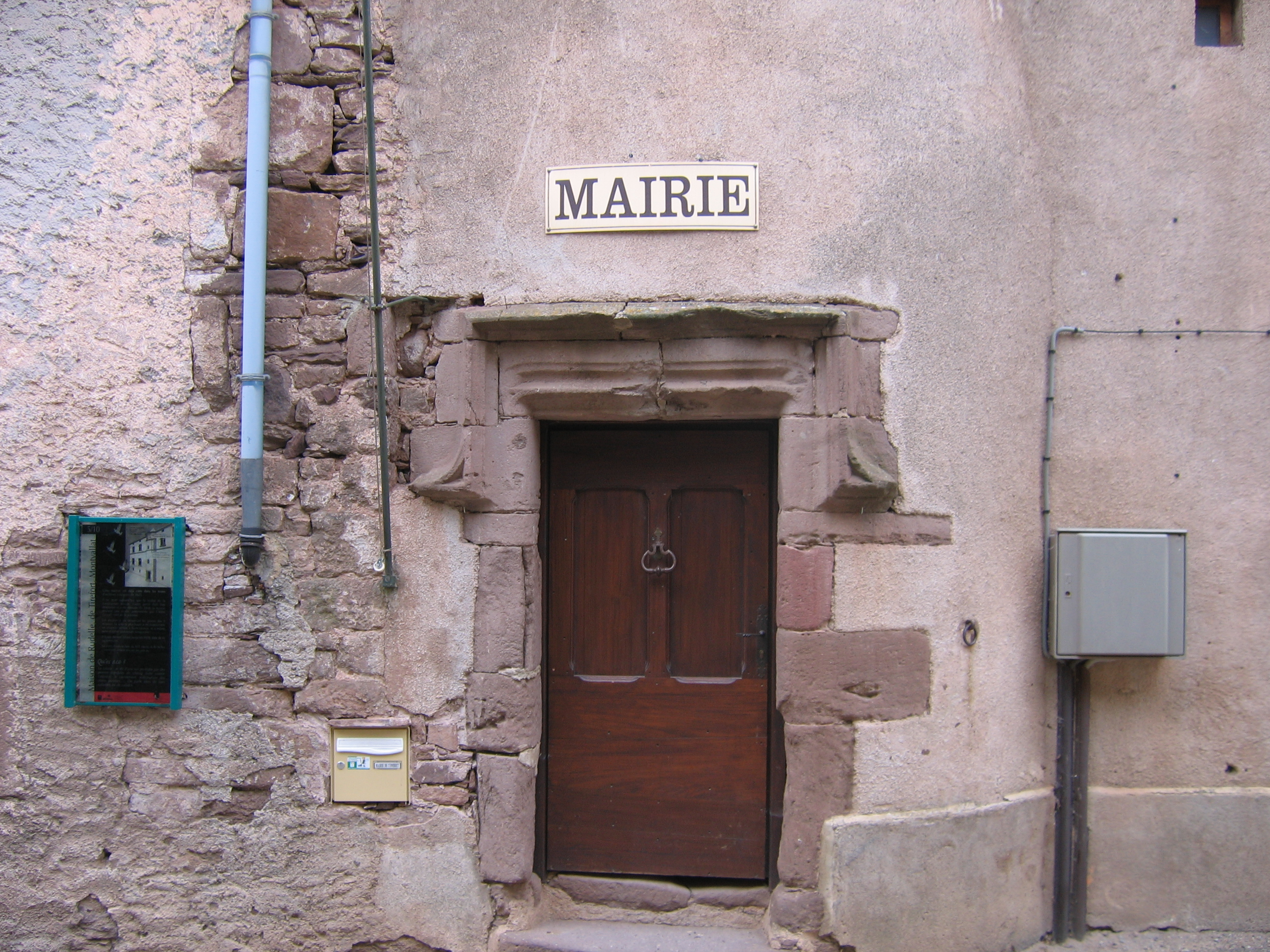
Mairie de Combret